# Москаленко Дарина
Дари́на Москале́нко (* 1997) — українська спортсменка (акватлон). Срібна призерка чемпіонату Європи.

## З життєпису
Народилася 1997 року в місті Харків. В триатлон прийшла у віці 11 років, спочатку збиралася займатися плаванням. До того часу займалася тенісом, танцями, також грала у хокей та відвідувала школу мистецтв.
Переможниця чемпіонату України з триатлону на олімпійській дистанції (2016 та 2021 роки). Посіла шосте місце на чемпіонаті Європи U23 (2017), топ-15 на Кубках світу.
Багаторазова призеркою етапів Кубка Європи серед юніорок. Переможниця турніру з дуатлону в Слов'янську-2019 — вона та Юліан Дем'янов.
Здобула срібну медаль на Чемпіонаті Європи з акватлону 2024 року (Коїмбра).